# 南溪乡 (泰和县)
南溪乡是江西省泰和县下辖的一个乡。

## 行政区划
南溪乡现辖个居委会和8个村委会，乡政府驻白竹街
。
| 居委会 |                                                |
| 村委会 | 芳桥、洲尾、源头、匡溪、南源、锦溪、五星、上垅 |